# 蒙蒂塞洛 (佛罗里达州)
蒙蒂塞洛（英語：Monticello）是美国佛罗里达州傑佛遜縣下属的一座城市。建立于1859年。面积约为8.8平方公里（约合3.4平方英里）。根据2020年美國人口普查，该市有人口2,589人。论人口在本州排行第266。